# Alma Gormedino
Alma Gormedino (Calatayud, 8 de febrero de 1992) es una actriz española, conocida por sus papeles protagonistas en el cortometraje Un viaje de ida y vuelta y la serie de Atresmedia de 2023 Vestidas de azul.

## Biografía
Alma Gormedino nació en Calatayud, Zaragoza, y a los 18 años de edad se mudó a Madrid para estudiar interpretación. Se formó en el Laboratorio de Teatro William Layton, y después comenzó a aparecer en diversas obras de teatro y medios audiovisuales.
Tuvo su primer papel en un medio audiovisual en la serie web española de 2014 New Corpse, en el episodio piloto, titulado «Joven Christian».
En 2016 protagonizó el cortometraje Un viaje de ida y vuelta, en el cual interpretó a Hugo, un hombre joven que necesita un trasplante de riñón. El documental fue dirigido por Alba Zarzuela y buscaba concienciar sobre la importancia de la donación de órganos.
En 2023, tras un proceso de transición de género, fue anunciada como una de las actrices protagonistas de la serie de Atresmedia Vestidas de azul, continuación de la serie Veneno, que tuvo su estreno el 17 de diciembre de 2023.
Forma parte del proyecto It Gets Better, que busca prevenir contra el suicidio entre adolescentes transgénero y LGBT.

## Filmografía

### Cine
| Año  | Título                   | Papel | Notas        |
| ---- | ------------------------ | ----- | ------------ |
| 2015 | Uno menos                |       | Cortometraje |
| 2016 | Un viaje de ida y vuelta | Hugo  | Cortometraje |

### Televisión
| Año  | Título            | Papel   | Notas        |
| ---- | ----------------- | ------- | ------------ |
| 2014 | New Corpse        |         | 1 episodio   |
| 2015 | La que se avecina |         |              |
| 2023 | Vestidas de azul  | Josette | Protagonista |

### Teatro
| Año  | Obra         | Papel | Director              |
| ---- | ------------ | ----- | --------------------- |
| 2014 | PasaporLorca |       | Junior Ferbelles      |
| 2020 | Al Extremo   |       | Miguel Ángel Olivares |

### Podcasts
| Año       | Título    |
| --------- | --------- |
| 2017-2020 | People FM |